# Vallée du Bandama

Poloha regionu Vallée du Bandama na mapě Pobřeží slonoviny

Vallée du Bandama je území v centrální části Pobřeží slonoviny. Jeho rozloha činí 28 530 km², v roce 2014 zde žilo 1 440 597 obyvatel. Hlavním městem regionu je Bouaké.
Až do roku 2011 byl jedním z 19 regionů, ze kterých sestával stát Pobřeží slonoviny. V roce 2011 proběhla reorganizace územně-správního členění státu a Vallée du Bandama se stal jedním z 14 distriktů. Tento distrikt je dělen do 2 regionů, ty pak do 7 departementů. 